# Communauté de communes du Sisteronais
La communauté de communes du Sisteronais est une communauté de communes française, située dans le département des Alpes-de-Haute-Provence en région Provence-Alpes-Côte d'Azur.

## Historique

Ancien logo.

Le schéma départemental de coopération intercommunale (SDCI) de 2011 prévoyait la fusion avec les communautés de communes de La Motte-du-Caire - Turriers et de la Vallée du Jabron. Trois amendements ont été déposés, consistant à maintenir les trois structures intercommunales en l'état.
La loi no 2015-991 du 7 août 2015 portant nouvelle organisation territoriale de la République, dite « loi NOTRe », impose aux établissements publics de coopération intercommunale à fiscalité propre une population supérieure à 15 000 habitants, avec des dérogations, sans pour autant descendre en dessous de 5 000 habitants. La communauté de communes du Sisteronais comptait 9 455 habitants en 2012 ; elle peut théoriquement se maintenir. Il est proposé une fusion avec les communautés de communes (CC) de La Motte-du-Caire - Turriers, ainsi que les CC haut-alpines du Canton de Ribiers Val de Méouge et du Laragnais,.
Ce pôle est acté par la commission départementale de coopération intercommunale le 21 mars 2016 lors de l'adoption du SDCI le 25 mars.
La fusion de la communauté de communes du Sisteronais avec six autres communautés de communes (une des Alpes-de-Haute-Provence et cinq des Hautes-Alpes) a été prononcée par l'arrêté préfectoral no 05-2016-11-14-003 du 14 novembre 2016. La nouvelle structure intercommunale prend le nom de « communauté de communes Sisteronais-Buëch ».

## Territoire communautaire

### Géographie
La communauté de communes du Sisteronais est située au nord du département des Alpes-de-Haute-Provence, dans l'arrondissement de Forcalquier. Elle fait partie du Pays Sisteronais-Buëch.

### Composition
La communauté de communes contenait les communes d'Authon, Entrepierres, Mison, Saint-Geniez, Sisteron, Valernes et Vaumeilh.

### Démographie
| 1968  | 1975  | 1982  | 1990  | 1999  | 2008  | 2013  |
| ----- | ----- | ----- | ----- | ----- | ----- | ----- |
| 7 336 | 8 313 | 7 629 | 8 048 | 8 676 | 9 349 | 9 434 |

## Administration

### Siège
Le siège de la communauté de communes est situé à Sisteron.

### Les élus
La communauté de communes est gérée par un conseil communautaire composé de 32 membres représentant chacune des communes membres. Ils sont répartis comme suit :
| Nombre de délégués | Communes                                 |
| ------------------ | ---------------------------------------- |
| 15                 | Sisteron                                 |
| 6                  | Mison                                    |
| 3                  | Entrepierres                             |
| 2                  | Authon, Sanit-Geniez, Valernes, Vaumeilh |

### Compétences
La communauté de communes exerce les compétences suivantes, déléguées par les communes membres :
- développement économique ;
- aménagement de l'espace ;
- environnement et cadre de vie ;
- voirie ;
- sanitaires et social ;
- production et distribution d'énergie ;
- développement et aménagement social et culturel ;
- logement et habitat.

### Régime fiscal et budget
La communauté de communes applique la fiscalité additionnelle.
- Total des produits de fonctionnement : 2 762 000 €uros, soit 284 €uros par habitant
- Total des ressources d’investissement : 6 581 000 €uros, soit 678 €uros par habitant
- Endettement : 2 966 000 €uros, soit 306 €uros par habitant[7].

La communauté de communes gère quatre budgets (général, annexe des zones d'activités, annexe du service public d'assainissement non collectif, ordures ménagères). Les taux pour 2016 sont les suivants : taxe d'habitation 1,35 %, foncier bâti 2,37 %, foncier non bâti 5,19 %, cotisation foncière des entreprises 2,47 %.

## Projets et réalisations
- En voirie et sentiers de randonnée : entretien et réfection des voiries d'intérêt communautaire ; programme d'entretien des sentiers de randonnée pédestre en partenariat avec le département ; aménagement de stations vélos à Authon et Sisteron (projet de 2009)[Off 3].
- En culture et vie associative : festival Rue et Villages en Fête, en association avec la fédération des Foyers Ruraux des Alpes-de-Haute-Provence ; organisation d'un forum intercommunal des associations[Off 4].
- Ouverture d'un relais de services publics, dans le centre communal d'action sociale de Sisteron[Off 5].